# Érd címere

Érd város címere – az alkotó leírása szerint – fekete kávás, csücskös talpú, téglalap alakú, optikai felezőjében szelt pajzs, melynek arányai: magasság 92,1 mm, szélesség 60 mm, felső mező magassága 43,5 mm, alsó: 48,6 mm. A felső, aranymezőben fekete kontúros zöld fa ötkaréjos lombkoronába helyezett nyitott, háromágú liliomos koronával, melynek liliomai egyenként három, összesen kilenc szirmúak.
A fa és a korona Érdnek Árpád-kori Erdő/Erdű nevére és királyi erdőőr lakóira utal. A korona három ága az Érd történetében nagyon jelentős Ákos-házi Sárkány, Illésházy és Batthyány családra emlékeztet. A három liliomos ág kilenc szirma a jelenlegi Érd kilenc területét (Ófalu, Újfalu, Újtelep, Tusculanum, Érdliget, Györgyliget, Postástelep, Vincellér és Parkváros) jelképezi.
Az alsó kék mezőben kerekké görbült piros sárkányt, hurkot vető farkában lévő latin aranykereszt döf torkon. Utalás arra, hogy a Sárkány család tagjai a XV-XVI. században a Zsigmond király által alapított Sárkányos-rend vitézei voltak, melynek feladata az országot rontó gonosz elleni küzdelem volt. Az arany mező értéket, ideált, harmóniát szimbolizál, a kék mező a Dunát jelképezi.
„Együttesen a címer az Árpád-kori királyi erdőőröktől kiindulva korunk környezetvédő gondolatáig és keresztény hazánk gonosz fölötti eljövendő győzelmébe vetett reményéig ívelő ezeregyszáz éves, benne Érd azonos hosszúságú történeti idejét fejezi ki” – írta az önkormányzati lap a leírás közzétételekor, 1991. augusztus 16-án.
A jelképet egy helyi képzőművész, Eőry Emil és Horváth Lajos történész, levéltáros, Veresegyház későbbi díszpolgára tervezte.

## A szocializmus idején

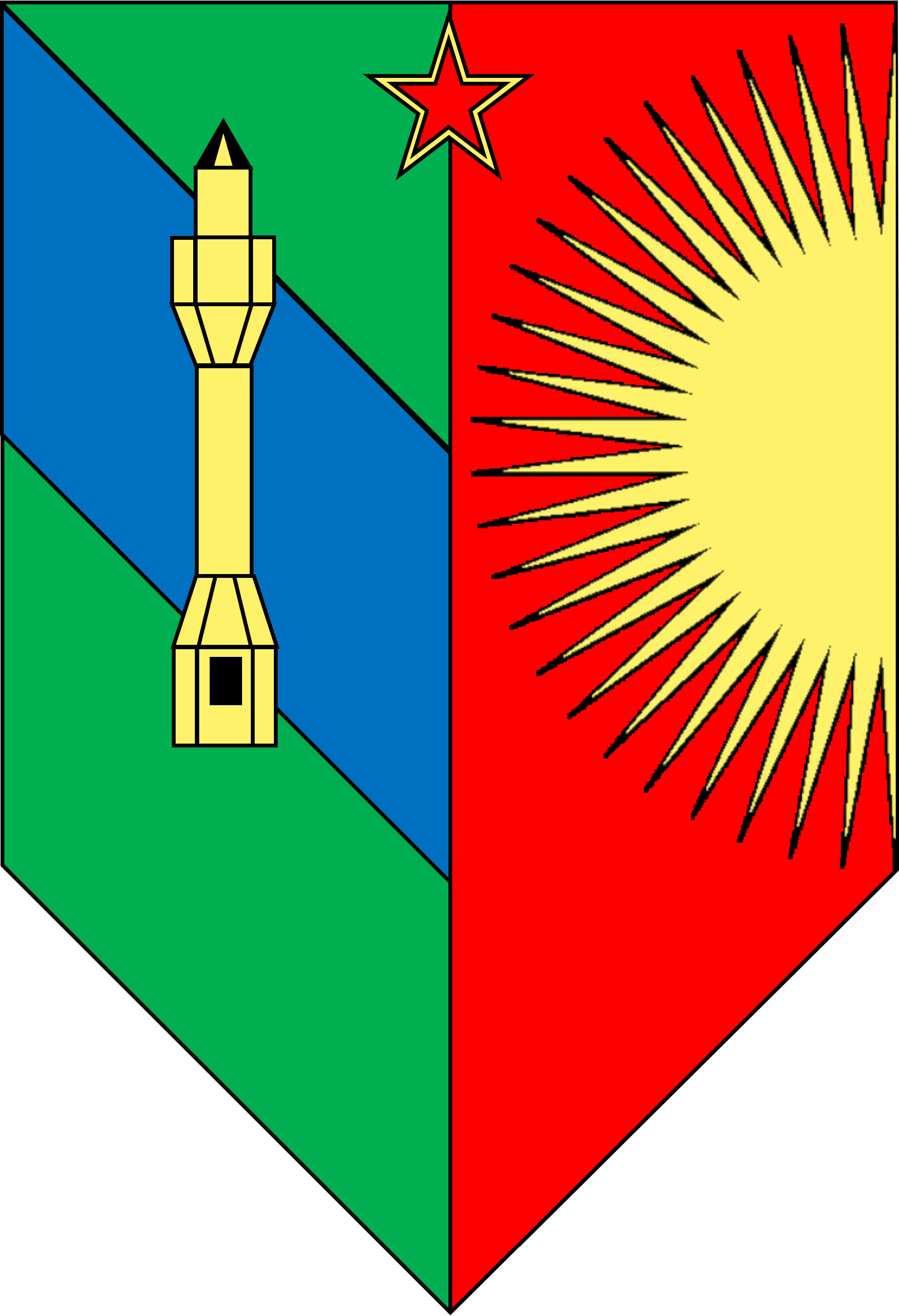
Érd címere (1981-1990)

Az Érd Kádár-korszakbeli címerét leíró tanácsrendelet 1981. augusztus 23-án lépett hatályba, előtte – és egy rövid ideig utána – Érd 1851-es keltezésű, templomot és kerekes ekét ábrázoló mezővárosi pecsétje szerepelt, az önkormányzati lap első számainak fejlécén is ez szerepelt az Eőry-Horváth-féle címer megalkotásáig.
A szocialista címer megalkotását az az 1974-es törvény tette lehetővé, amely a városoknak – papíron – szabadkezet adott saját tanácsi jelkép tervezésére. Eredetileg pályázati kiírást írtak volna ki a tervezésre, de aztán az Érdi Képzőművészeti Alap monopolhelyzetben lévő tagjainak tervezetei közül lehetett választani, melyek alig tértek el egymástól.

A fent említett Horváth Lajos történész 1988-ban írta le (és bírálta) a címer kinézetét:
„A címerkompozíció négyszög és derékszögű, egyenlőszárú háromszög egyesítéséből alkotott hasított alakú pajzson foglal helyet. Jobb oldalán zöld mezőben kék jobbharánt pólya, rajta némileg térben ábrázolt arany mináré, amelyik a kék pólyán túl átnyúlik mindkét végén a zöld mezőbe. A bal oldalon vörös mezőben jobbra sugárzó, 26 sugaras, arany, fél napkorong. A hasításon felül arany, kávás, ötágú vörös csillag.”

### Kritikája
Horváth Lajos így folytatta a leírást:
„Elsőként kifogásolható az, hogy az alkalmazott pajzs nem tartozik a 12 legelfogadottabb közé, ezek közül kettő (a négyszögletes és az egyenlőszárú háromszög) egyesítésének fogható fel. Ezért a pajzs alakja a hagyományostól eltérő; nem szerencsés, annak ellenére, hogy a hasítás önmagában jó, egyszerű, jól értelmezhető két oldalra osztja a pajzsmezőt, erőt sugároz.
A jobb oldal a címer legellentmondásosabb része, mert itt a heraldikai alaptörvények alkalmazásával és figyelmen kívül hagyásával egyaránt találkozunk. Ellentmond az alaptörvénynek, miszerint színre színt (és csakis tiszta színt!) nem helyezünk: zöld mezőben kék pólya! A zöld szín idézheti a kertváros jelleget éppúgy, mint a mezőgazdaságot; a kék talán a Dunát. Ennek ellenére a kék pólya (a hullámsáv helyett) legfeljebb a már mesterséges mederbe kényszerített folyót jelezheti. A zöld mezőben kék harántpólyára ráhelyezett arany mináré viszont már megfelel a heraldikai aranyszabálynak, hogy színre fémet (és megfordítva) alkalmazunk. Látványa így mégsem szerencsés, mivel tárgyak, épületek térbeli ábrázolása lehetőleg kerülendő a címeralkotás során. [...]
A bal oldal vörös mezőjében sugárzó nap nyilván a derűs, sikeres, felemelkedő, fényes és világos élet és szellemiség jelképe. Jó, szükségünk is volna rá. De értelmezhető úgy is, mint az egykor őszibarackjáról, érdi bőtermőként ismert meggyéről híres gyümölcstermesztés nélkülözhetetlen áldása. [...]”
Heraldikusoknak azért sem tetszett a jelképen, hogy a minaretet ábrázolja (amit többen víztoronynak vagy nyitott rakétának néztek), hiszen egy másik, idegen hatalmakra emlékeztető jelkép a vörös csillag mellett nem felelt meg az akkori rendszer világképének.
1981-ben, mikor a címer megjelent, képeslapokon árulták egy nemes cél érdekében – a helyi mentőállomás felépítésének egy részét az ebből befolyt összeggel támogatta az akkori vezetés. A mentőállomást a Sárd utcában 1983-ban adták át, és a mai napig ott üzemel.